# پارک ملی یوتونهیمن
پارک ملی یوتونهیمن (نروژی: Jotunheimen nasjonalpark) به معنی «خانه غول‌ها» یک پارک ملی در نروژ است که به عنوان یکی از مناطق برتر پیاده‌روی و ماهیگیری در کشور شناخته می‌شود. این پارک ملی ۱٬۱۵۱ کیلومتر مربع (۴۴۴ مایل مربع) وسعت دارد و بخشی از منطقه بزرگتر یوتونهایمن است. بیش از ۲۵۰ قله تا ارتفاع ۱٬۹۰۰ متر (۶٬۲۰۰ فوت)، از جمله دو قله بلند شمال اروپا: گالدهوپیگن با ارتفاع ۲٬۴۶۹ متر (۸٬۱۰۰ فوت)، و گلیتیتند با ارتفاع ۲٬۴۶۵ متر (۸٬۰۸۷ فوت) در این پارک واقع شده‌اند.
پارک بیشتر منطقه کوهستانی یوتونهایمن، از جمله هورگانگان را در بر می‌گیرد، اما اوتادالن و اطراف آن در منطقه حفاظت شده منظره اوتادالن واقع شده‌است. از نظر زمین‌شناسی به دوران پرکامبرین بر می‌گردد. یخچالهای طبیعی تخته سنگهای سنگین گابرو از یوتونهایمن را به وجود آورده‌اند، و دره‌های بیشمار و قله‌های بسیاری را به جا گذاشته‌اند.
حیات وحش این پارک شامل گوزن شمالی، گرگ و سیاهگوش است. بیشتر دریاچه‌ها و رودخانه‌ها زیست‌گاه قزل آلا می‌باشد.

## تاریخ
از قبل از زمان ثبت شده، یوتونهیمن محل شکار بوده‌است. بقایای اردوگاه‌های شکار عصر سنگ در نزدیکی دریاچه‌های ینده و روسواتنت یافت شده‌است. این آثار باقیمانده از زمان برنز و عصر آهن تا زمان خط گسترش می‌یابد. مراتع ان حداقل ۱۰۰۰ سال است که به عنوان رمه‌گردانی استفاده می‌شود.

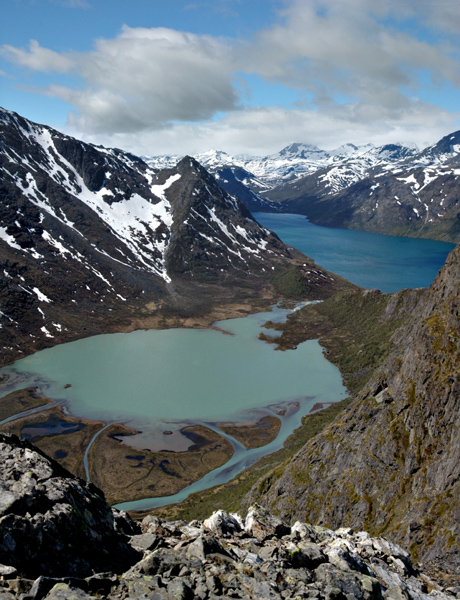
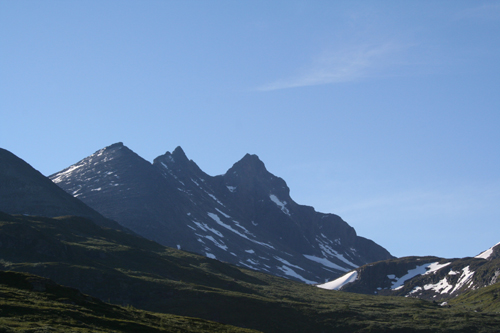
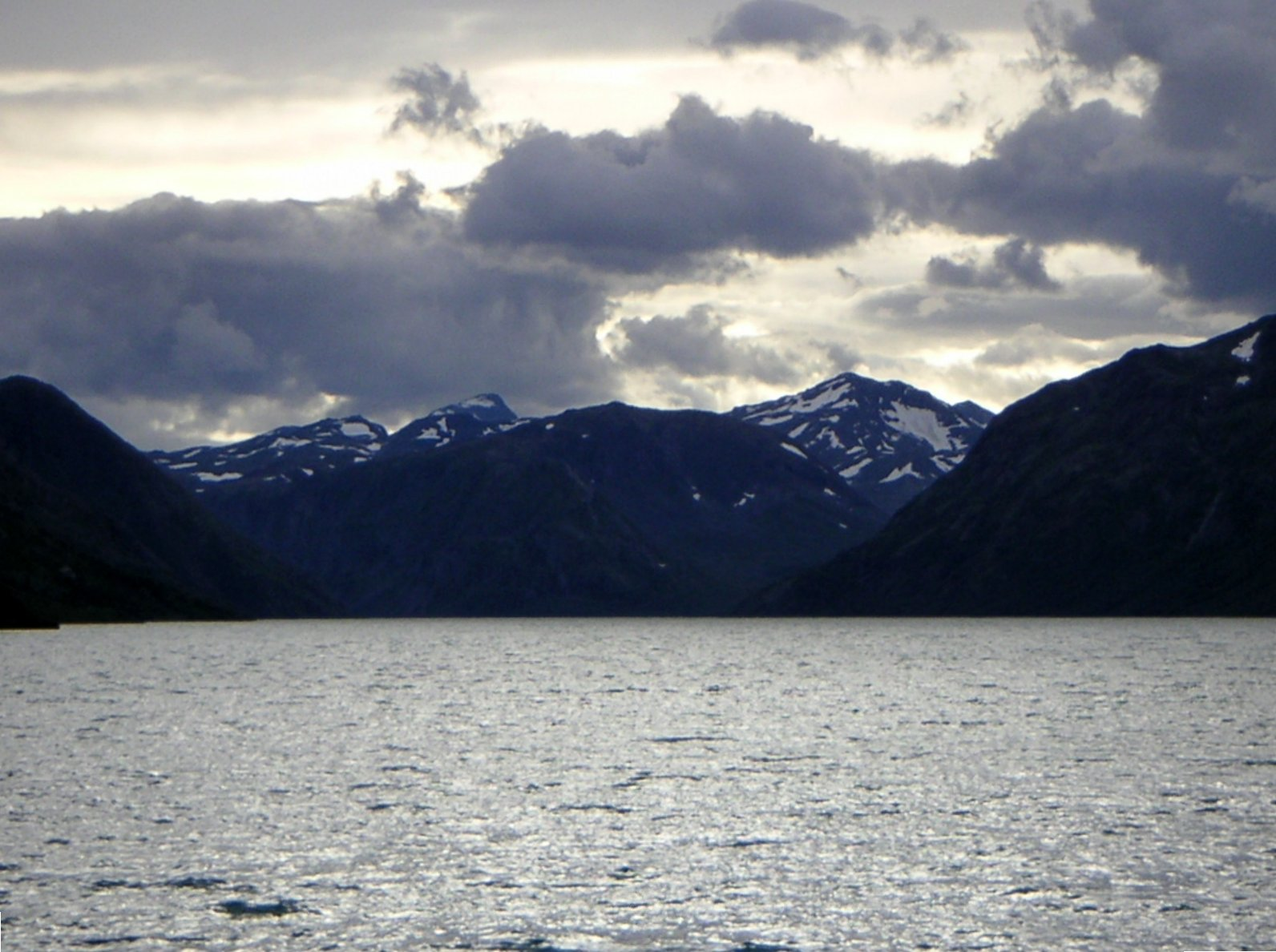
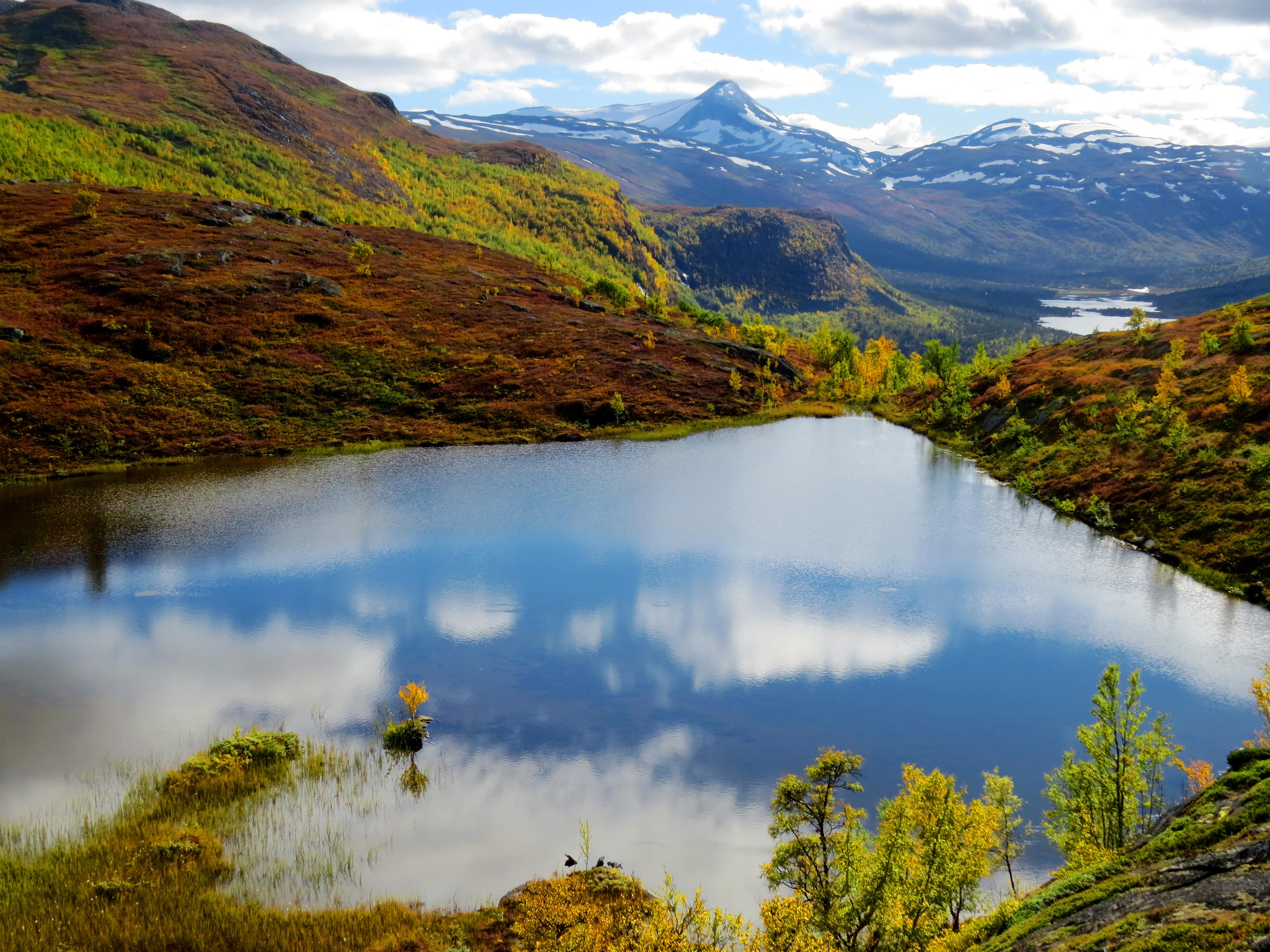